# Nicolás Suárez
Nicolás Suárez is een provincie in het departement Pando in Bolivia. De provincie heeft een oppervlakte van 9819 km² en heeft 60.297 inwoners (2012). De hoofdstad is Cobija.
Nicolás Suárez is verdeeld in vier gemeenten:
- Bella Flor
- Bolpebra
- Cobija
- Porvenir

Abuná · 
Federico Román · 
Madre de Dios · 
Manuripi · 
Nicolás Suárez